# Zygoneura boliviana
Zygoneura boliviana är en tvåvingeart som beskrevs av Edwards 1934. Zygoneura boliviana ingår i släktet Zygoneura och familjen sorgmyggor. Inga underarter finns listade i Catalogue of Life.